# Siwaulu
Siwaulu är ett berg i Indonesien.   Det ligger i provinsen Aceh, i den västra delen av landet, 1 500 km nordväst om huvudstaden Jakarta. Toppen på Siwaulu är 349 meter över havet, eller 239 meter över den omgivande terrängen. Bredden vid basen är 10,0 km. Siwaulu ligger på ön Pulau Simeulue.
Terrängen runt Siwaulu är platt åt sydväst, men åt nordost är den kuperad. Havet är nära Siwaulu åt sydväst. Runt Siwaulu är det glesbefolkat, med 11 invånare per kvadratkilometer.